# Malarazza
Malarazza è una canzone pubblicata da Domenico Modugno, nel 1976 come lato A del singolo Malarazza/Nè con te nè senza te.

## La storia ed il testo
Il brano è tratto da un sonetto di un poeta siciliano anonimo, che era stato pubblicato nel 1857, dal poeta di Acireale Lionardo Vigo Calanna nella prima edizione della sua Raccolta amplissima di canti popolari siciliani, con il titolo Lamento di un servo ad un Santo crocifisso. Negli anni '70 del Novecento la versione originale del Lamento fu riscoperta da Dario Fo, che l'aveva inserita nello spettacolo Ci ragiono e canto del 1973. Domenico Modugno ne trasse la sua versione; nel 1977 Dario Fo citò il cantautore per plagio, presso il Tribunale di Milano, per aver utilizzato nella canzone Malarazza il testo da lui precedentemente rielaborato.

## Altre versioni
- Roy Paci
- Lautari e Carmen Consoli
- Ginevra Di Marco
- Eugenio Bennato
- Il Muro del Canto
- Calandra & Calandra

## Versioni recitate
- Rosa Balistreri